# یواس‌اس ساپلی (۱۸۴۶)
یواس‌اس ساپلی (۱۸۴۶) (به انگلیسی: USS Supply (1846)) یک کشتی بود.